# Baltisk (cráter)
Baltisk es el nombre de un cráter de impacto en el planeta Marte situado a 42.7° Sur y 54.7° Oeste. El impacto causó un abertura de 52 kilómetros de diámetro en la superficie del cuadrante Argyre, el mismo cuadrante del colosal cráter Galle (carita feliz). El nombre fue aprobado en 1976 por la Unión Astronómica Internacional en honor a la ciudad isleña de Baltisk, en el Cordón del Vístula.